# ویل داویس
ویل داویس (فرانسوی: Will Davis‎؛ زادهٔ ۲۸ ژوئیهٔ ۱۸۷۷) دوچرخه‌سوار اهل فرانسه بود.